# Fionn Whitehead
Fionn Whitehead (Londres, 18 de julho de 1997) é um ator britânico, cujo primeiro papel importante foi como protagonista do filme de guerra Dunkirk (2017), dirigido por Christopher Nolan. Whitehead atuou, primeiramente, na minissérie Him (2016).